# 押切村
押切村（おしきりむら）は山形県東田川郡にあった村。現在の三川町北東部、赤川右岸にあたる。

## 地理
- 河川：赤川、藤島川

### 隣接していた自治体

#### 発足 - 1954年11月30日
- 東田川郡：広野村、栄村、長沼村、八栄島村、横山村
- 西田川郡：東郷村

#### 1954年12月1日 - 廃止
- 酒田市
- 東田川郡：余目町、藤島町、横山村
- 西田川郡：東郷村

## 歴史
- 1876年（明治9年）12月11日 - 上土口村と下土口村が合併して、土口村が発足[1]。
- 1889年（明治22年）4月1日 - 町村制の施行により、押切新田村、土口村の区域をもって押切村が発足[2]。
- 1921年（大正10年）5月10日 - 横山村との境界変更[3]。
- 1955年（昭和30年）1月1日 - 横山村、西田川郡東郷村と合併して東田川郡三川村が発足、同日押切村廃止[4]。

## 地名
大字内の箇条書きは小字を示す。小字の出典は『山形県地名録』249頁による。

### 大字押切新田
- 押切新田
- 三本木 - 三本の欅の大木があったことから名付けられた[5]。
- 対馬 - 『三川町史』67頁では、地名の由来を「舟着場のある村」という意味の「ツシマ」から来ていると推察している。

- 荒田
- 扇添
- 大坪
- 道表
- 刈取
- 歌枕（）
- 北田
- 切替
- 九反田
- 五反
- 桜木
- 佐戸中瀬
- 下川原
- 新左衛門新田
- 杉苗田
- 反子（）
- 高前
- 辰ノ興
- 足子（）
- 豊秋
- 中竿身
- 茨谷地
- 深田
- 前興
- 前川原
- 潴
- 柳田
- 早稲田

### 大字土口
前身となる土口村は、1876年12月11日に上土口村と下土口村が合併して発足した。
『三川町史』71頁では、地名の由来を「（藤島川への）排水門のある場所」という意味の「ドウグチ」から来ていると推察している。
小字：土口（）・御蔵下（）・古荒・小堰上・小堰下・中堰上・中堰下・高谷地西・対馬道下・角崎（）・弍町西・道下・三割場・村上・村中・村西

## 村長
| 代 | 氏名         | 就任年月日                | 退任年月日                 | 備考           |
| -- | ------------ | ------------------------- | -------------------------- | -------------- |
| 1  | 矢嶋正弘     | 1888年（明治21年）1月18日 | 1898年（明治31年）3月2日   | 就任時点は戸長 |
| 2  | 内田維孝     | 1898年（明治31年）3月3日  | 1906年（明治39年）9月27日  |                |
| 3  | 駒林克寛     | 1906年（明治39年）9月28日 | 1910年（明治43年）7月21日  |                |
| 4  | 堀弘         | 1910年（明治43年）7月22日 | 1915年（大正4年）3月30日   |                |
| 5  | 原田藤右衛門 | 1915年（大正4年）4月27日  | 1917年（大正6年）3月9日    |                |
| 6  | 菅原九左衛門 | 1917年（大正6年）5月1日   | 1921年（大正10年）5月7日   |                |
| 7  | 阿部彦内     | 1922年（大正11年）7月     | 1930年（昭和5年）7月17日   |                |
| 8  | 五十嵐松五郎 | 1930年（昭和5年）7月18日  | 1944年（昭和19年）10月31日 |                |
| 9  | 菅原九左衛門 | 1944年（昭和19年）11月1日 | 1946年（昭和21年）12月1日  |                |
| 10 | 原田藤右衛門 | 1947年（昭和22年）4月10日 | 1954年（昭和29年）12月31日 | 押切村廃止     |

## 人口
1950年国勢調査による。
- 世帯数：491戸
- 人口：3,024人
- 人口密度：424人/km2
- 男女比：女性100人に対し男性92.2人

## 産業
農業戸数は1953年時点で321戸、うち専業農家は180戸であった。米の年間収穫高は1939年で548,600円であった。

## 教育
1953年時点

### 小学校
- 学校数：1校
- 学級数：11組
- 児童数：389人

### 中学校
- 学校数：1校
- 学級数：6組
- 生徒数：193人

## 施設
- 押切村立図書館[11]

## 交通

### バス
- ツバメ自動車定期乗合：1932年8月15日運行開始[12]

### 道路
- 羽州街道（当時・国道7号）